# جوني بو أندرسن
جوني بو أندرسن (بالدنماركية: Johnny Bo Andersen)‏ هو مجدف دنماركي، ولد في 22 نوفمبر 1963.

## وصلات خارجية
- جوني بو أندرسن على موقع الاتحاد الدولي للتجديف (الإنجليزية)